# Liliana Neto
Liliana Neto (29 de Janeiro de 1997), é uma atleta angolana especialista em velocidade. Liliana competiu com uma bela forma na categoria 100 metros feminino no grande evento multiesportivo das Olimpíadas de 2016.